# Crows Nest
Crows Nest é uma cidade  localizada no estado americano de Indiana, no Condado de Marion.

## Demografia
Segundo o censo americano de 2000, a sua população era de 96 habitantes.
Em 2006, foi estimada uma população de 105, um aumento de 9 (9.4%).

## Geografia
De acordo com o United States Census Bureau tem uma área de
1,2 km², dos quais 1,2 km² cobertos por terra e 0,0 km² cobertos por água.

## Localidades na vizinhança
O diagrama seguinte representa as localidades num raio de 4 km ao redor de Crows Nest.